# Dawid Grabowski
Dawid Grabowski (13 de noviembre de 1989) es un deportista polaco que compitió en remo. Ganó una medalla de plata en el Campeonato Europeo de Remo de 2013, en la prueba de cuatro scull.

## Palmarés internacional
| Campeonato Europeo | Campeonato Europeo | Campeonato Europeo | Campeonato Europeo |
| Año                | Lugar              | Medalla            | Prueba             |
| ------------------ | ------------------ | ------------------ | ------------------ |
| 2013               | Sevilla (España)   | Medalla de plata   | Cuatro scull       |